# ラブデンツェ

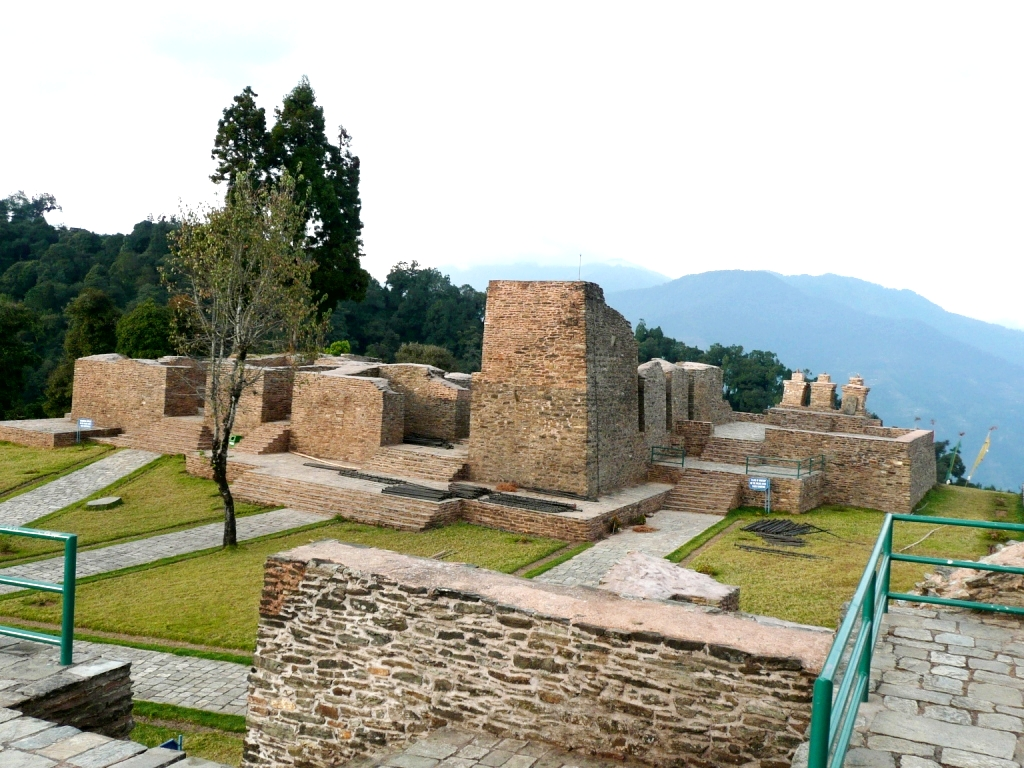
ラブデンツェ宮殿跡

ラブデンツェ（英語：Rabdentse）は、インドのシッキム州、西シッキム県の都市。かつてはシッキム王国の首都でもあった。

## 歴史
1670年、テンスン・ナムゲルによってヨクサムから遷都された。
1793年、ツグプ・ナムゲルによってトゥムロンに遷都された。